# International Underwater Filmfestival
Das International Underwater Filmfestival war die weltweit erste Veranstaltung, die sich dem neuen Genre des Unterwasserfilms widmete. Bis dahin gab dafür noch kein vergleichbares Forum.

## Geschichte
Anfang der 1950er Jahre wuchs weltweit die Zahl der Sporttaucher, die gerne Unterwasser fotografierten und filmten. Vor allem in den USA, wo die Unterwasserfotografie für Sporttaucher schon einige Jahre früher als in Europa ihren Aufschwung nahm, kam man auf die Idee, ein Film- und Fotofestival und eine Auszeichnung speziell für Unterwasserfotografen und -filmer zu schaffen.
Die beiden Sporttaucher Albert Tillman and Zale Parry waren 1957 die Begründer des „International Underwater Filmfestival“ in Los Angeles. Trotz des eher hochtrabenden Titels war es in den ersten Jahren eher von nationaler Bedeutung. Durchgeführt wurde es im Santa Monica Civic Auditorium, demselben Gebäude, in dem auch die „Oscars“ verliehen werden. Das mag ein Grund dafür sein, warum die bei dem Underwater Filmfestival vergebene Auszeichnung für den besten Unterwasserfotografen häufig als „Unterwasser-Oskar“ bezeichnet und mit der jährlich an Filmschaffende verliehenen Auszeichnung „Oscar®“ der Academy of Motion Picture Arts and Sciences gleichgesetzt wird. Verbreitet wurde die eingängige und falsche Bezeichnung „Unterwasser-Oskar“ in Deutschland durch das Nachrichtenmagazin „Der Spiegel“ in Hamburg, der sie in einem Artikel so benannte. Beide Auszeichnungen und Festivals sind jedoch völlig unabhängig voneinander.
Dem Underwater Filmfestival lag die Idee zugrunde, Amateurfotos und -filme einem breiten Publikum zugänglich zu machen. Deshalb waren der Besuch und die Teilnahme in den ersten Jahren auch kostenlos. Sponsoren übernahmen die noch überschaubaren Kosten. Veranstalter war die Underwater Photographic Society mit Sitz in Los Angeles, Sponsoren das Skin Diver Magazine und das Los Angeles County Parks and Recreation Department.
Das letzte Underwater Filmfestival fand 1966 statt. Dann wurde es eingestellt, weil das Fernsehen überall Einzug hielt und kaum noch reine Unterwasser-Kinofilme produziert wurden.

## Preisträger
Bei dem ersten Unterwasser-Festival 1957 erhielt Jacques-Yves Cousteau die Auszeichnung „Outstanding Underwater Photographer of the Year“. 1958 war es Lamar Boren, der führende amerikanische Unterwasserfilmer, der beispielsweise 1955 den Streifen „Underwater!“ für MGM mit Jane Russell gedreht hatte und sich später für die Unterwasseraufnahmen des James-Bond-Films „Thunderball“ verantwortlich zeichnete. Am 12. Dezember 1959 ging die Auszeichnung an Hans Hass.